# Frans Houben (Belgisch politicus)
Frans Houben (Berlaar, 22 december 1907 - Mechelen, 11 september 1975) was een Belgisch politicus voor de BWP / BSP.

## Levensloop
Zoon van Gommaar Houben en Rosalie Timmermans, trouwde Houben met Joanna Verheyen. Ze kregen samen een zoon, Jan Houben.
Van beroep was hij letterzetter en diamantslijper, vervolgens maatschappelijk assistent en ziekenfondssecretaris. Hij werd in 1945 provincieraadslid, in opvolging van Alfons Franssens die, wegens onwaardigheid, uit het mandaat was gezet. Hij bleef dit tot in 1954. 
Van 1937 tot 1939 was hij lid van de Commissie voor Openbare Onderstand (COO) van Lier en na de Tweede Wereldoorlog was hij gemeenteraadslid van Mechelen, van 1945 tot aan zijn dood. Van 1947 tot 1954 was hij schepen van Bevolking, Burgerlijke Stand, Sociale zaken, Volksgezondheid en Woningbouw en in 1973-1974 schepen voor Cultuur. Hij werd ook docent aan de Arbeidershogeschool. In november 1954 werd hij socialistisch senator voor het arrondissement Antwerpen-Mechelen, een mandaat dat hij uitoefende tot in 1968.
Binnen de socialistische zuil was hij actief in de ziekenkas, als hulpsecretaris (1935) en gewestelijk secretaris van De Voorzorg Lier en secretaris van De Voorzorg Mechelen (vanaf 1937). Van 1945 tot 1972 was hij secretaris-generaal van Arbeid en Gezondheid, het Mutualiteitsverbond van de Arrondissementen Mechelen en Turnhout. Hij was ook voorzitter van de Mutualistische Jongerenactie te Mechelen.